# 17899 Mariacristina
17899 Mariacristina (1999 FD19) là một tiểu hành tinh vành đai chính.